# 南野 (伊丹市)
南野（みなみの）は、兵庫県伊丹市の地名。現行の行政地名は南野と南野北の2つの町丁に分かれており、いずれも住居表示実施済みである。

## 地理
伊丹市の南部にある住宅地で山陽新幹線の高架を境界に南側が南野、北側が南野北に分かれている。
北を美鈴町、北東を南鈴原、東を御願塚、南東を安堂寺町、南を車塚、南西を野間、西を野間北、北西を堀池と接し、安堂寺町と車塚の間の一点では僅かに尼崎市富松町とも接している。

### 南野
現行の町丁は南野一丁目から六丁目までが存在する。郵便番号は664-0865。
町内の主な施設
- 伊丹市立生涯学習センター（ラスタホール）
  - 伊丹市立図書館南分館
- 伊丹市立笹原小学校
- 伊丹南野郵便局
- 佐々原会館
- 南野神社
- 了福寺
- 蓮沢寺

### 南野北
現行の町丁は南野北一丁目から六丁目までが存在する。郵便番号は664-0887。
町内の主な施設
- 伊丹市立笹原中学校
- 伊丹市立西保育所
- 伊丹市共同利用施設南野センター

## 歴史
古くは大弐三位「有馬山 猪名の笹原 風吹けば いでそよ人を 忘れやはする」に詠まれた歌枕「猪名の笹原」と呼ばれた場所に比定され、この「笹原」が当地の小中学校の名称に採られている。また、住居表示実施までは小字に「佐々原」の地名が残存していた。現在でもバス停の名前に「佐々原」の名が残っている。
江戸時代には南野村となり、1889年（明治22年）の町村制施行に伴い川辺郡稲野村の大字南野となった。1940年に稲野村が伊丹町と合併して伊丹市が成立した後、1999年（平成11年）に山陽新幹線高架の南側で住居表示が実施されて南野1〜8丁目の町丁が設置される。2006年（平成18年）には最後まで大字南野として残った地域も南野北1〜6丁目となり、大字南野は消滅した。
安堂寺町、柏木町、若菱町、南鈴原、鈴原町の一部（9丁目）も元は大字南野の一部で、住居表示実施により分離ないし近接する町丁に編入された地域である。

### 地名の由来
『川辺郡誌』（1914年）によれば「南野」の由来は猪名野の南側に当たるからとも、平安時代の児屋郷（現在の昆陽）の南半分に当たるからとも言われる。

## 交通
南野・南野北の域内に鉄道は走っていないが阪急伊丹線稲野駅が徒歩圏内で利用可能である。
南野6丁目のラスタホール付近は県道142号線と336号線の交差点となっている。伊丹市バスでは南野、ラスタホール前、佐々原などの停留所を設置している。